# 西索瓦·莫尼庞
西索瓦·莫尼庞（1912年8月25日—1956年8月31日），柬埔寨政治人物。他是西索瓦王室成员，也是诺罗敦·西哈努克的舅舅。莫尼庞亲王是柬埔寨国王西索瓦·莫尼旺的次子，也是西索瓦·哥沙曼及西索瓦·莫尼勒的弟弟。他于1950年被任命为柬埔寨首相，1951年卸任。1955年西哈努克决定让位给自己父亲诺罗敦·苏拉玛里特的时候，任命莫尼庞亲王为柬埔寨驻法国大使。翌年因心脏病死于法国。